# 静脈管
胎児では、静脈管（じょうみゃくかん、en:Julius Caesar AranziにちなんでArantius 管ともよばれる）が臍帯静脈の血流の一部を直接下大静脈に分流する。これにより、胎盤からの酸素を含んだ血液が肝臓をバイパスすることが可能になる。動物実験では、臍帯血の50 ％が静脈管を経由してシャントされることが分かっているが、ヒト胎児の生理的条件下でのシャントは、在胎20週目で 30 %、在胎32週目で18 %とかなり少なく、これまで考えられていたよりも胎児の肝臓の優先順位が高いことが示唆される。他の胎児シャントである卵円孔や動脈管と連携して、酸素化された血液を胎児の脳に優先的にシャントするという重要な役割を担っている。胎児循環の一部である。

## 解剖学的な経路
胎児の臍帯静脈の流れの経路は、臍帯静脈→左門脈→静脈管→下大静脈→右心房へと向かう。この解剖学的経路は、新生児の臍帯静脈カテーテルの評価において重要である。というのも、静脈管からのカニュレーションに失敗すると、左右の門脈を介して肝臓に向かうからである。このような挿入位置では、肝血腫や膿瘍などの合併症が生じる可能性がある。

## 出生後の閉鎖
臍帯静脈カテーテルが有効なのは、生下時に静脈管が開いているからである。ほとんどの正期産児では、生後1週間で自然に閉鎖するが、早産児では閉鎖までにかなりの時間がかかる。機能的閉鎖は出生後数分以内に起こる。正期産児の構造的閉鎖は3 - 7日以内に起こる。静脈管が閉鎖した後は、静脈管索と呼ばれる。
静脈管が出生後に閉鎖せず開存している場合、静脈管開存症、つまり肝内門脈体循環シャント（portosystemic shunt）と診断される。この疾患は一部の犬種（アイリッシュウルフハウンドなど）では遺伝性にみられる。早産児では静脈管の閉鎖が遅れるが、静脈管の閉鎖と児の状態との間に有意な相関関係はない。拡張作用のあるプロスタグランジンの量が増えることで、静脈管の閉鎖が遅れるのではないかと考えられている。